# Eulacurbs paradoxa
Eulacurbs paradoxa is een hooiwagen uit de familie Biantidae.